# Årets Dyreven
Årets Dyreven er en pris, der uddeles af foreningen til Dyrenes Beskyttelse på foreningens fødselsdag 20. november. Prisen har været uddelt siden 1960 og gives til en eller flere personer, der har gjort en særlig indsats for dyrene. Prisen består af Dyrenes Beskyttelses guldmedalje samt 10.000 kroner.

## Prismodtagere
| År   | Prismodtager(e)                                                                           | Motivation                                                                                |
| ---- | ----------------------------------------------------------------------------------------- | ----------------------------------------------------------------------------------------- |
| 2012 | Dan Jørgensen, MEP                                                                        |                                                                                           |
| 2011 | Jan og Tine Thybo, Landmænd                                                               |                                                                                           |
| 2010 | Christian H. Hansen, Medlem af Folketinget                                                |                                                                                           |
| 2009 | Knud Maarup Andersen, Adfærdskonsulent                                                    |                                                                                           |
| 2008 | Irene Jarnved, Adfærdsbehandler                                                           |                                                                                           |
| 2007 | Fie Bjørnskow og John Hørdum, vildtplejere Dyrenes Beskyttelses vildtplejestation i Nærum | For dedikeret pleje af nødstedte dyr                                                      |
| 2006 | Susanne Markdal                                                                           | Stifter af Kalaallit Nunaanni Uumasut Ikinngutai Grønlands eneste dyreværnsforening       |
| 2005 | Gitte Seeberg, MEP                                                                        | For indsats mod lange dyretransporter i Europa                                            |
| 2004 | Jesper Stagegaard, zoolog                                                                 | For indsats for resocialisering af en flok forsøgsaber fra Sankt Hans Hospital i Roskilde |
| 2003 | Nikolaj Kirk, kok                                                                         | For indsats for bedre dyrevelfærd, der giver bedre råvarer                                |
| 2002 | Hanne Gürtler, bioetikchef i Novo Nordisk                                                 | For bedre forhold for forsøgsdyr                                                          |
| 2001 | Lars Petersen, dressurrytter                                                              | For indsats for bedre træningsmetoder af heste                                            |
| 2000 | Aage Juhl Jørgensen, dyrlæge                                                              | For 30 års indsats for bedre forhold for landbrugsdyr                                     |
| 1999 | Jan Schmidt, Falckredder                                                                  | For indsats for tilskadekomne og nødstedte dyr                                            |